# Metramo
Il fiume Metramo sorge dal monte Petrulli, al confine tra le province di Vibo Valentia e Reggio Calabria, a circa mille metri di altitudine.
Il suo bacino, nei riguardi della 
configurazione altimetrica, fino alla confluenza con fiume Potamo, nei pressi dell'abitato di Galatro, si presenta asperrimo e con ripidi pendici, è costituito da rocce granitiche prevalentemente poco o nulla permeabili, ed è pertanto soggetto ad un regime di tipo torrentizio con notevole rischio alluvionale.
Dall'affluenza del Potamo fino alla confluenza nel Mesima (nei pressi di Rosarno) il corso del fiume presenta un modesto dislivello e quindi le sue acque possono essere facilmente incanalate per scopi irrigui. Il bacino di dominio del fiume è di circa 45 km².
In località Castagnara sorge la diga sul fiume Metramo. È fra le dighe più alte nel suo genere, costruita in terra e pietrame. La quota di coronamento è di 896 m sul livello del mare, l'altezza massima di 104 m La lunghezza di coronamento è di 600 m La larghezza massima al piede è di 470 m La superficie ed il volume dell'invaso sono rispettivamente di 1,25 km² e 26,5 milioni di metri cubi. La diga regola il flusso del Metramo la cui piena artificiale in caso di necessità di svuotamento dell'invaso ammonterebbe a 200 metri cubi al secondo.
Dopo l'alluvione del novembre 1935 il corso del Metramo, dalla confluenza del Potamo in poi, è regimentato da argini che ne impediscono l'esondazione.